# Tourelle Galopin de 155 mm R modèle 1907

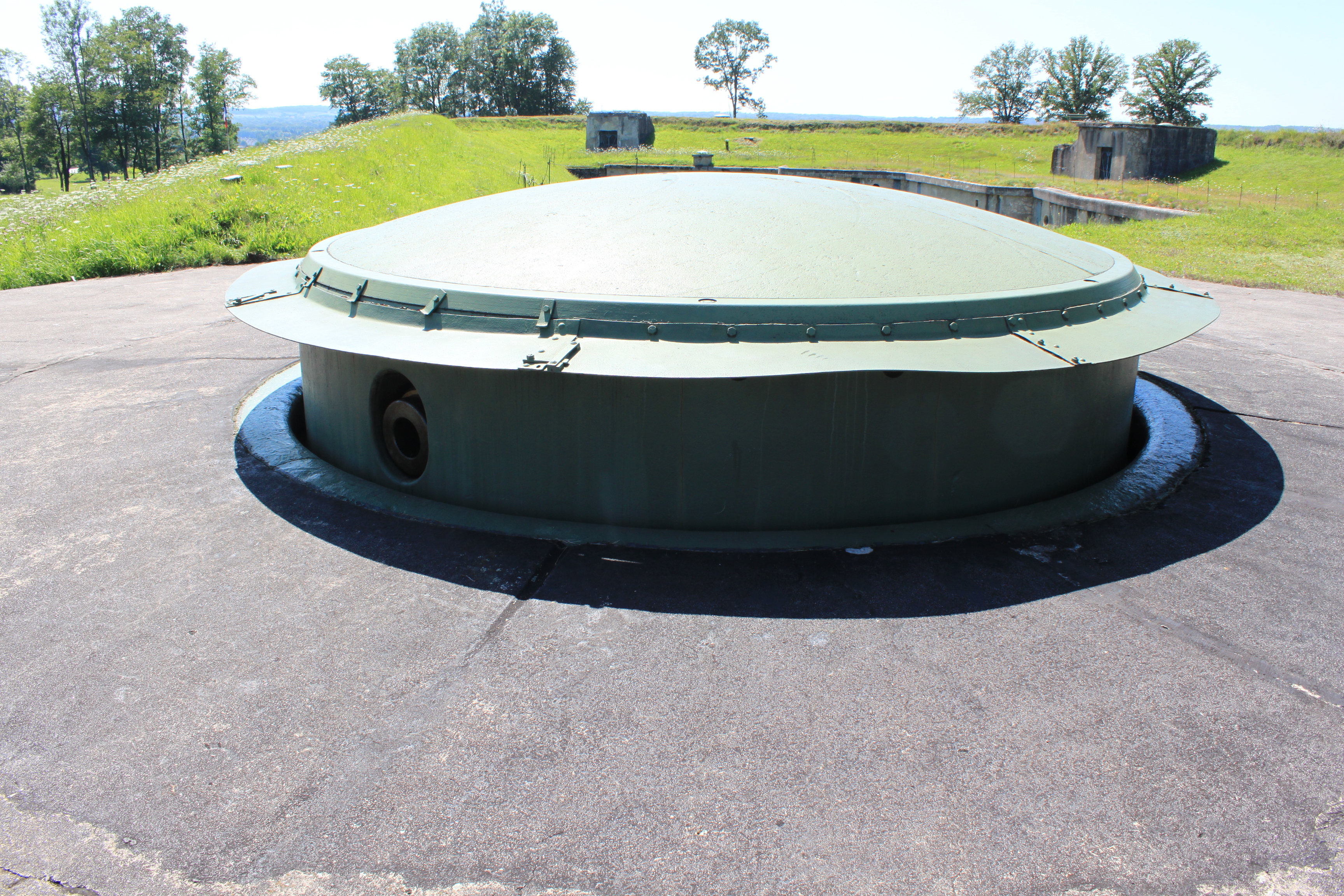
La tourelle de 155 mm R modèle 1907 du fort d'Uxegney.

La tourelle Galopin de 155 mm R modèle 1907 est l'un des types de tourelle qui équipent les forts du système Séré de Rivières. Il s'agit d'un modèle de tourelle à éclipse, installé en saillie sur la dalle de béton de la fortification et armé d'un canon de 155 mm raccourci (d'où l'abréviation « R »).

## Historique et description

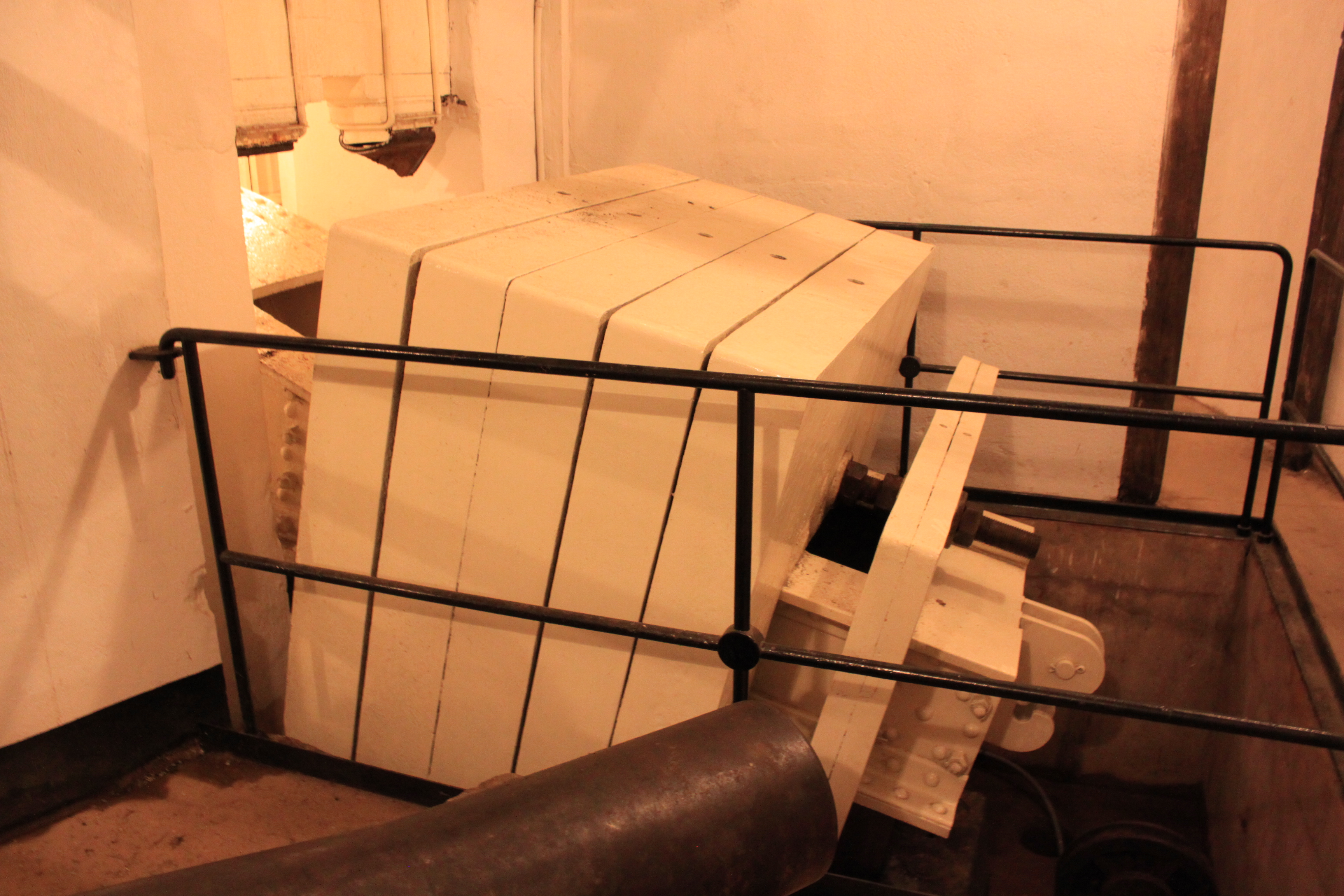
Un des contrepoids de la tourelle du fort d'Uxegney.

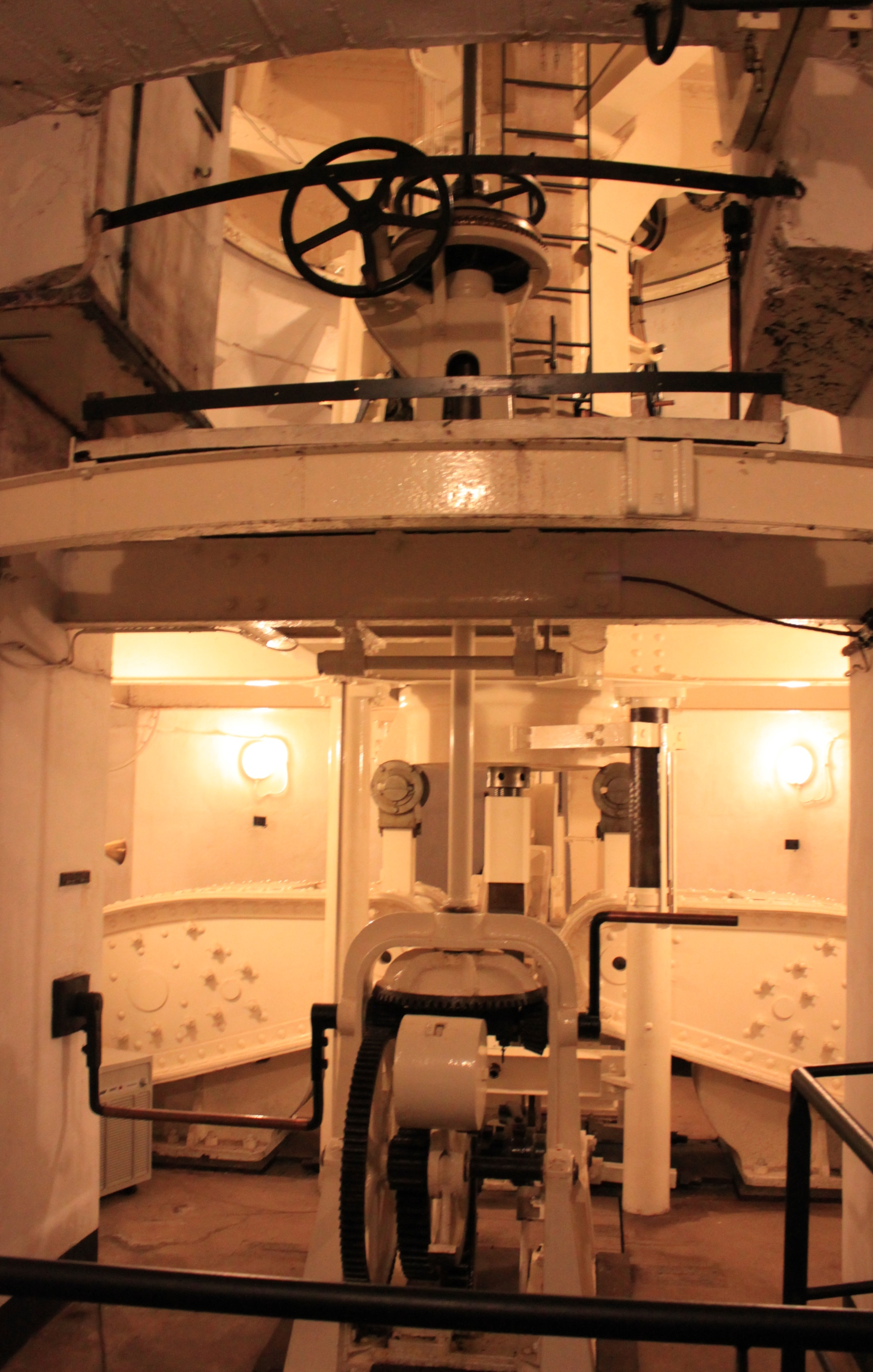
L'intérieur de la tourelle au fort d'Uxegney.

La « tourelle Galopin » est inventée par le commandant Alfred Galopin en 1889, à la suite des résultats des expériences du camp de Châlons (1887-1888) sur la tourelle Bussière pour deux canons de 57 mm. La tourelle Galopin modèle 1890 est à éclipse, abritant deux canons de 155 mm long de Bange sous une coupole d’acier de 5,5 mètres de diamètre et de 40 cm d’épaisseur. Son poids est de 200 tonnes dont 150 tonnes pour la partie mobile qui comprend une chambre de tir de 80 tonnes.
En 1903, la section technique du génie propose, sur le principe de cette tourelle Galopin modèle 1890 une tourelle à éclipse d’un coût moins élevé, gardant son principe. Elle est équipée d’un nouveau canon de 155 raccourci à tir rapide. Deux projets seront présentés avec une ou deux pièces, ce qui ouvrit une polémique jusqu’en 1905, où l’on donna un avis favorable à une tourelle équipée d’un seul canon. Il faudra attendre 1907 pour qu’elle soit reconnue par l’armée.
Cette tourelle coûte 537 500 Fr or pour le cuirassement, donc moins cher que sa grande sœur, car la tourelle est plus petite. Sa cadence de tir est la même que la vieille Galopin, pourtant elle ne possède qu'un canon pouvant tirer à 7 200 m. La chambre de tir est protégée par 30 cm d’acier. Son poids est de 70 tonnes. La partie mobile pèse 120 tonnes. Le principe de fonctionnement est le même que la tourelle Galopin avec quelques modifications, comme la mise en éclipse qui est manuelle, ce qui permet d’effectuer plusieurs tirs sans rentrer la tourelle. Elle est placée dans un puits en béton armé et se compose de trois étages.
- Le premier est l’étage inférieur où se trouve le treuil de relevage du contrepoids moteur que l’on actionne avec quatre hommes pour préparer la mise en batterie de la tourelle ou effectuer la rotation rapide (environ 60 secondes pour faire un tour complet). On y trouve aussi les contrepoids et les balanciers de la tourelle ainsi qu’un canon de rechange et des magasins à munitions qui peuvent contenir jusqu’à 3 000 obus. Les projectiles sont montés à l’étage intermédiaire grâce à un monte-obus.
- L’étage intermédiaire possède le système de pointage du canon, une circulaire qui permet un pointage direct que l’on règle avec un volant et un système d’embrayage qui permet la rotation lente de la tourelle. On peut actionner une manette qui permet de sortir la tourelle lorsque le contrepoids moteur est remonté. On y trouve aussi quatre niches à munitions qui permettent de stocker 50 obus.
- Dans la chambre de tir où se trouve le canon de 155 R. On peut redescendre la tourelle, on manœuvre une autre manette qui permet de rentrer la tourelle dans son puits. On y trouve aussi le système de hausse du canon. Le temps de manœuvre de cette tourelle (sortir, tirer et rentrer) est aussi de 4,5 secondes.

Cette tourelle sera produite en treize exemplaires, seuls douze seront installés. Il était projeté d’en installer encore vingt-deux autres dans les forts de France, mais la déclaration de guerre vient mettre fin à ces projets. Pendant la Seconde Guerre mondiale, l’occupant va en démanteler huit. Aujourd’hui, seule la tourelle du fort d'Uxegney est en état de marche, à la suite d'une importante restauration faite par l'association ARFUPE. 
Les autres tourelles encore visibles aujourd'hui sont à Verdun :
- aux forts du Rozelier et de Moulainville mais ne sont plus en état de fonctionnement (interdites d'accès car en terrain militaire) ;
- au fort de Douaumont qui a bénéficié d'une restauration permettant sa présentation au public.

## Liste des tourelles
Douze exemplaires furent installés de 1908 à 1914, uniquement dans les quatre grandes places fortes de l'Est ; 31 autres avaient été projetées.
| Forts                 | Numéros de tourelle | État                  |
| --------------------- | ------------------- | --------------------- |
| Fort de Douaumont     | 1                   | présentée en batterie |
| Fort de Moulainville  | 2                   | encore en place       |
| Fort de Rozelier      | 3                   | sans son canon        |
| Fort de Vacherauville | 12 et 13            | démantelée en 1943    |

| Forts         | Numéros de tourelle | État               |
| ------------- | ------------------- | ------------------ |
| Fort de Lucey | 4 et 5              | démantelée en 1943 |

| Forts              | Numéros de tourelle | État               |
| ------------------ | ------------------- | ------------------ |
| Fort de Longchamp  | 9                   | démantelée en 1943 |
| Fort d'Uxegney     | 10                  | en parfait état    |
| Fort de Dogneville | 7                   | démantelée en 1943 |

| Forts              | Numéros de tourelle | État               |
| ------------------ | ------------------- | ------------------ |
| Fort de Roppe      | 6                   | démantelée en 1943 |
| Fort du Bois-d'Oye | 8                   | démantelée en 1943 |